# Siltzheim
Ne doit pas être confondu avec Sulzheim.
Siltzheim [siltsaim] est une commune française située dans la circonscription administrative du Bas-Rhin et, depuis le 1er janvier 2021, dans le territoire de la Collectivité européenne d'Alsace, en région Grand Est.
Cette commune fait partie de la région historique et culturelle d'Alsace depuis 1793 et est rattachée à ses voisines mosellanes à travers plusieurs regroupements.

## Géographie
Située en Alsace Bossue, dans le département du Bas-Rhin, la commune de Siltzheim est enclavée au trois-quarts par le département de la Moselle, son unique lien territorial avec le Bas-Rhin est le sud de son ban communal, sur une largeur d'environ 2 km.

D'autre part, ce village est situé à 6 km au sud de Sarreguemines et à 6 km au nord de Herbitzheim, sur la route D 919. Il est arrosé par le Rohrbach.
| Neufgrange (Moselle) | Sarreinsming (Moselle) | Zetting (Moselle)  |
| Hambach (Moselle)    | Siltzheim              | Wittring (Moselle) |
|                      | Herbitzheim            |                    |

### Hydrographie
La commune est dans le bassin versant du Rhin, au sein du bassin Rhin-Meuse. Elle est drainée par la Sarre, le canal des Houilleres de la Sarre, le ruisseau le Flettwiesergraben et le ruisseau le Kralbach,.
La Sarre, d'une longueur totale de 129,2 km, est un affluent de la Moselle et donc un sous-affluent du Rhin, qui coule en Lorraine, en Alsace bossue et dans les Länder allemands de la Sarre et de Rhénanie-Palatinat. 
Le canal des houillères de la Sarre, d'une longueur de 65 km, réalisé entre 1861 et 1866, traverse le nord-est de la Lorraine et borde l'Alsace bossue à l'ouest. 

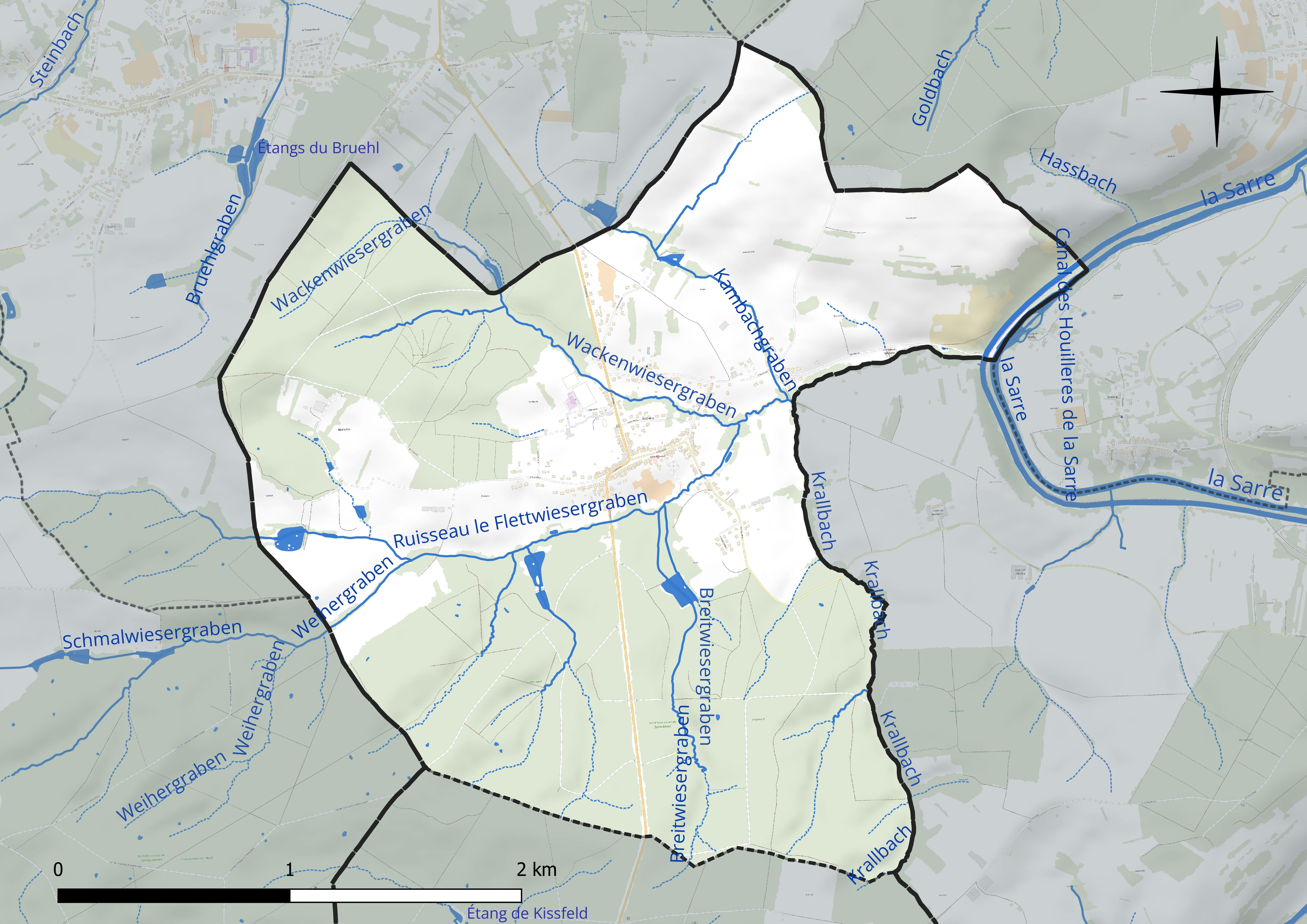
Réseau hydrographique de Siltzheim.

### Climat
Pour des articles plus généraux, voir Climat du Grand Est et Climat du Bas-Rhin.
En 2010, le climat de la commune est de type climat des marges montargnardes, selon une étude du Centre national de la recherche scientifique s'appuyant sur une série de données couvrant la période 1971-2000. En 2020, Météo-France publie une typologie des climats de la France métropolitaine dans laquelle la commune est exposée à un climat semi-continental et est dans la région climatique  Vosges, caractérisée par une pluviométrie très élevée (1 500 à 2 000 mm/an) en toutes saisons et un hiver rude (moins de 1 °C). 
Pour la période 1971-2000, la température annuelle moyenne est de 10 °C, avec une amplitude thermique annuelle de 17,1 °C. Le cumul annuel moyen de précipitations est de 876 mm, avec 12,1 jours de précipitations en janvier et 9,3 jours en juillet. Pour la période 1991-2020, la température moyenne annuelle observée sur la station météorologique de Météo-France la plus proche, « Berg », sur la commune de Berg à 19 km à vol d'oiseau, est de 10,4 °C et le cumul annuel moyen de précipitations est de 801,8 mm. 
La température maximale relevée sur cette station est de 37,4 °C, atteinte le 25 juillet 2019 ; la température minimale est de −16,8 °C, atteinte le 7 février 2012,,. 
Les paramètres climatiques de la commune ont été estimés pour le milieu du siècle (2041-2070) selon différents scénarios d'émission de gaz à effet de serre à partir des nouvelles projections climatiques de référence DRIAS-2020. Ils sont consultables sur un site dédié publié par Météo-France en novembre 2022.

## Urbanisme

### Typologie
Au 1er janvier 2024, Siltzheim est catégorisée bourg rural, selon la nouvelle grille communale de densité à sept niveaux définie par l'Insee en 2022.
Elle est située hors unité urbaine. Par ailleurs la commune fait partie de l'aire d'attraction de Sarreguemines (partie française), dont elle est une commune de la couronne,. Cette aire, qui regroupe 48 communes, est catégorisée dans les aires de 50 000 à moins de 200 000 habitants,.

### Occupation des sols
L'occupation des sols de la commune, telle qu'elle ressort de la base de données européenne d’occupation biophysique des sols Corine Land Cover (CLC), est marquée par l'importance des forêts et milieux semi-naturels (49,8 % en 2018), une proportion identique à celle de 1990 (49,8 %). La répartition détaillée en 2018 est la suivante : forêts (49,8 %), prairies (31,8 %), zones agricoles hétérogènes (10,7 %), zones urbanisées (7,5 %), terres arables (0,2 %). L'évolution de l’occupation des sols de la commune et de ses infrastructures peut être observée sur les différentes représentations cartographiques du territoire : la carte de Cassini (XVIIIe siècle), la carte d'état-major (1820-1866) et les cartes ou photos aériennes de l'IGN pour la période actuelle (1950 à aujourd'hui).

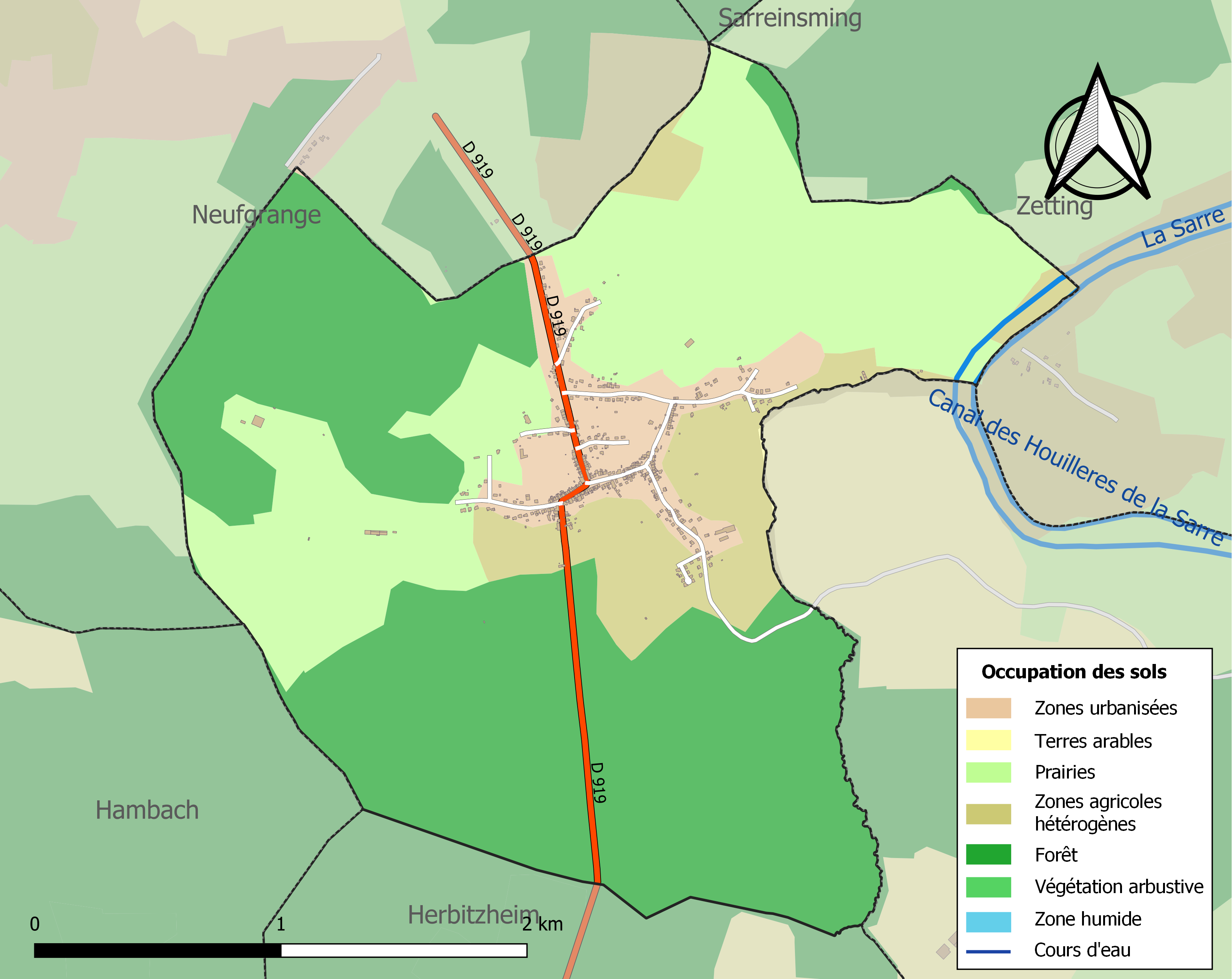
Carte des infrastructures et de l'occupation des sols de la commune en 2018 (CLC).

## Toponymie
- Silzen au XVIIe siècle, Silzheim en 1793[16].
- Sílze et Síltze en francique rhénan[17]. Silzheim en allemand.
- Sobriquet des habitants : Silzener Schlembebutzer (les nettoyeurs de clenches de Siltzheim)[18].

## Histoire
Avant 1793, la commune appartenait au comté de Sarrewerden, devenant par la suite alsacienne.
Son nom toponymique en allemand, utilisé avant 1918, est Silzheim.

### Rattachement à la France
Les demandes de rattachement à la France n'étaient pas toujours spontanées. De nombreux habitants étaient désorientés quant à leur avenir. Ils souhaitaient rester rattachés aux princes de Nassau, mais pouvoir jouir des libertés promises par la législation française. Le rapport du 29 mars 1793 signalait que les communes de Siltzheim, Oermingen, Butten, Ottwiller, Dehlingen, Eschwiller ne voulaient pas émettre le vœu de leur réunion à la République. En haut-lieu, on décida alors de recouvrir à la force armée - un détachement de 115 volontaires - pour punir ceux qui passaient pour d'audacieux contre-révolutionnaires. Ce sera le cas à Herbitzheim, Keskastel, Butten, Oermingen et Siltzheim.
Ce fut Nicolas François Blaux, maire de Sarreguemines, qui fut le véritable artisan du rattachement du comté de Saarwerden au Bas-Rhin. Le 23 novembre 1793, la Convention ratifia la décision d'ériger Neusaarwerden en district et d'incorporer au département bas-rhinois les six cantons nouvellement créés : Bouquenom, Neuf-Saarwerden, Harskirchen, Wolfskirchen, Drulingen et Diemeringen. L'organisation du district incomba au député Philippe Rühl. Le Bas-Rhin s'enrichit de 43 communes et 18 000 habitants.

### Héraldique
| Blason de Siltzheim | Blason  | Coupé : au premier de sable à l'aigle bicéphale issante d'argent, becquée d'or et lampassée de gueules, au second d'argent au lion de sable, armé et lampassé de gueules, couronné d'or. |
| Blason de Siltzheim | Détails | |

## Politique et administration
| Période                                  | Période                   | Identité                                          | Étiquette | Qualité |
| ---------------------------------------- | ------------------------- | ------------------------------------------------- | --------- | ------- |
| mars 2001                                | mars 2008                 | Pascal Wagner                                     |           |         |
| mars 2008                                | En cours (au 31 mai 2020) | Sebastien Schmitt, Réélu pour le mandat 2020-2026 |           |         |
| Les données manquantes sont à compléter. |                           |                                                   |           |         |

Bien que Siltzheim soit une commune dans le département du Bas-Rhin, elle est membre de la communauté d'agglomération Sarreguemines Confluences, les numéros de téléphone commencent par 03 87 comme en Moselle et non 03 88 comme dans le Bas-Rhin, et le club Entente Neufgrange-Siltzheim appartient au district mosellan de football. Le regroupement pédagogique intercommunal fractionne l'école élémentaire de la commune avec celle de Neufgrange.

## Démographie
L'évolution du nombre d'habitants est connue à travers les recensements de la population effectués dans la commune depuis 1793. Pour les communes de moins de 10 000 habitants, une enquête de recensement portant sur toute la population est réalisée tous les cinq ans, les populations de référence des années intermédiaires étant quant à elles estimées par interpolation ou extrapolation. Pour la commune, le premier recensement exhaustif entrant dans le cadre du nouveau dispositif a été réalisé en 2008.

En 2022, la commune comptait 615 habitants, en évolution de −4,95 % par rapport à 2016 (Bas-Rhin : +3,17 %, France hors Mayotte : +2,11 %).
| 1793 | 1800 | 1806 | 1821 | 1831 | 1836 | 1841 | 1846 | 1851 |
| ---- | ---- | ---- | ---- | ---- | ---- | ---- | ---- | ---- |
| 235  | 170  | 287  | 362  | 374  | 400  | 373  | 417  | 438  |

| 1856 | 1861 | 1866 | 1871 | 1875 | 1880 | 1885 | 1890 | 1895 |
| ---- | ---- | ---- | ---- | ---- | ---- | ---- | ---- | ---- |
| 418  | 424  | 451  | 490  | 495  | 522  | 574  | 535  | 536  |

| 1900 | 1905 | 1910 | 1921 | 1926 | 1931 | 1936 | 1946 | 1954 |
| ---- | ---- | ---- | ---- | ---- | ---- | ---- | ---- | ---- |
| 505  | 483  | 505  | 483  | 482  | 458  | 458  | 467  | 465  |

| 1962 | 1968 | 1975 | 1982 | 1990 | 1999 | 2006 | 2008 | 2013 |
| ---- | ---- | ---- | ---- | ---- | ---- | ---- | ---- | ---- |
| 459  | 481  | 505  | 538  | 551  | 582  | 615  | 628  | 643  |

| 2018 | 2022 | - | - | - | - | - | - | - |
| ---- | ---- | - | - | - | - | - | - | - |
| 626  | 615  | - | - | - | - | - | - | - |

## Lieux et monuments
- Moulin de Siltzheim, sur le Rohrbach, près du canal des Houillères de la Sarre.